# Story presenteert The Cats op hun best
Story presenteert The Cats op hun best is een verzamelalbum van The Cats uit 1974 met werk dat van 1968 tot en met 1973 is verschenen. In 1974 verscheen ook de dubbel-elpee 10 jaar, maar er overlapt onderling geen enkel nummer.
Het album stond zeven weken in de Album Top 100 waarvan twee weken op nummer 2.

## Nummers
| Nummer | Naam                                                 | Geschreven door               | Duur | Opmerkingen |
| ------ | ---------------------------------------------------- | ----------------------------- | ---- | ----------- |
| A1     | Lea                                                  | Arnold Mühren                 | 3:43 |             |
| A2     | What's the world coming to                           | Roger Greenaway en Roger Cook | 3:31 |             |
| A3     | Excuse me                                            | Dick & Don Addrisi            | 2:32 |             |
| A4     | Scarlet ribbons                                      | Evelyn Danzig en Jack Segal   | 3:19 |             |
| A5     | Sunshine                                             | Cees Veerman en Jaap Schilder | 4:06 |             |
| A6     | Let's go together                                    | Piet Veerman en Jaap Schilder | 3:44 |             |
| B1     | Don't waste my time                                  | Cees Veerman                  | 2:32 |             |
| B2     | Trying to explain                                    | Piet Veerman                  | 4:20 |             |
| B3     | One way wind                                         | Arnold Mühren                 | 3:33 |             |
| B4     | Let's dance                                          | Piet Veerman                  | 3:29 |             |
| B5     | The end of the show                                  | Cees Veerman                  | 4:34 |             |
| B6     | Rock 'n' roll (I gave you the best years of my life) | Kevin Johnson                 | 4:59 |             |